# Европско првенство у кошарци 2015 — Група А
Група А на Европском првенству у кошарци 2015. је играла своје утакмице између 5. и 10. септембра 2015. Све утакмице ове групе су одигране у Парк арени, Монпеље, Француска.
У овој групи су се такмичиле репрезентације Русије, Босне и Херцеговине, Француске, Финске, Пољске и Израела. Даље су прошле репрезентације Француске, Израела, Пољске и Финске.

## Табела
| Табела групе А      | ОУ | П | ПО | КД  | КП  | КР  | Бод |
| ------------------- | -- | - | -- | --- | --- | --- | --- |
| Француска           | 5  | 5 | 0  | 407 | 335 | +72 | 10  |
| Израел              | 5  | 3 | 2  | 375 | 384 | -9  | 8   |
| Пољска              | 5  | 3 | 2  | 367 | 352 | +15 | 8   |
| Финска              | 5  | 2 | 3  | 387 | 392 | -5  | 7   |
| Русија              | 5  | 1 | 4  | 379 | 374 | +5  | 6   |
| Босна и Херцеговина | 5  | 1 | 4  | 324 | 402 | -78 | 6   |

## 5. септембар

### Пољска — Босна и Херцеговина
| 5. септембар 15:00 | Извештај | Пољска                                                     | 68 : 64 | Босна и Херцеговина                | Парк арена, Монпеље Судије: Фернандо Роха , Ренауд Гелер , Јургис Лауринавициус |  |
| 5. септембар 15:00 | Извештај | Четвртине: 16:18, 24:12, 18:23, 10:11                      |         |                                    | Парк арена, Монпеље Судије: Фернандо Роха , Ренауд Гелер , Јургис Лауринавициус |  |
| 5. септембар 15:00 | Извештај | Поени: Вачински 15 Скокови: Кулиг 8 Асистенције: Поњитка 6 |         | Стипановић 20 Милошевић 7 Ренфро 5 | Парк арена, Монпеље Судије: Фернандо Роха , Ренауд Гелер , Јургис Лауринавициус |  |

### Израел — Русија
| 5. септембар 17:30 | Извештај | Израел                                                 | 76 : 73 | Русија                                                     | Парк арена, Монпеље Судије: Матеј Балтаузер , Синиша Херцег , Апостолос Калпакес |  |
| 5. септембар 17:30 | Извештај | Четвртине: 18:21, 11:18, 21:10, 26:24                  |         |                                                            | Парк арена, Монпеље Судије: Матеј Балтаузер , Синиша Херцег , Апостолос Калпакес |  |
| 5. септембар 17:30 | Извештај | Поени: Каспи 21 Скокови: Каспи 9 Асистенције: Охајон 5 |         | Хвостов, Воронцевич 15 Воронцевич 13 Хвостов, Воронцевич 5 | Парк арена, Монпеље Судије: Матеј Балтаузер , Синиша Херцег , Апостолос Калпакес |  |

### Француска — Финска
| 5. септембар 21:00 | Извештај | Француска                                                          | 97 : 87 | Финска                       | Парк арена, Монпеље Гледаоци: 10.407 Судије: Олегс Латисевс , Спиридон Гонтас , Игор Драгојевић |  |
| 5. септембар 21:00 | Извештај | Четвртине: 24:22, 21:15, 23:23, 13:21                              |         |                              | Парк арена, Монпеље Гледаоци: 10.407 Судије: Олегс Латисевс , Спиридон Гонтас , Игор Драгојевић |  |
| 5. септембар 21:00 | Извештај | Поени: Паркер 23 Скокови: Ловерњ, де Коло 7 Асистенције: де Коло 6 |         | Вилсон 21 Марфи 11 Копонен 7 | Парк арена, Монпеље Гледаоци: 10.407 Судије: Олегс Латисевс , Спиридон Гонтас , Игор Драгојевић |  |

## 6. септембар

### Русија — Пољска
| 6. септембар 15:00 | Извештај | Русија                                                    | 79 : 82 | Пољска                        | Парк арена, Монпеље Судије: Олегс Латисевс , Синиша Херцег , Антони Синтерниклас |  |
| 6. септембар 15:00 | Извештај | Четвртине: 22:19, 18:23, 16:18, 23:22                     |         |                               | Парк арена, Монпеље Судије: Олегс Латисевс , Синиша Херцег , Антони Синтерниклас |  |
| 6. септембар 15:00 | Извештај | Поени: Зубков 21 Скокови: Зубков 7 Асистенције: Хвостов 5 |         | Вачињски 23 Гортат 6 Слотер 5 | Парк арена, Монпеље Судије: Олегс Латисевс , Синиша Херцег , Антони Синтерниклас |  |

### Финска — Израел
| 6. септембар 17:30 | Извештај | Финска                                                  | 66 : 79 | Израел                        | Парк арена, Монпеље Судије: Фернандо Рока , Спиридон Гонтас , Ренод Гелер |  |
| 6. септембар 17:30 | Извештај | Четвртине: 13:25, 18:21, 23:16, 12:17                   |         |                               | Парк арена, Монпеље Судије: Фернандо Рока , Спиридон Гонтас , Ренод Гелер |  |
| 6. септембар 17:30 | Извештај | Поени: Марфи 24 Скокови: Марфи 9 Асистенције: Копонен 5 |         | Елијаху 22 Фишер 11 Елијаху 6 | Парк арена, Монпеље Судије: Фернандо Рока , Спиридон Гонтас , Ренод Гелер |  |

### Босна и Херцеговина — Француска
| 6. септембар 21:00 | Извештај | Босна и Херцеговина                                                        | 54 : 81 | Француска                                    | Парк арена, Монпеље Гледаоци: 10.212 Судије: Матеј Болтаузер , Апостолос Калпакас , Јургис Лауринавичијус |  |
| 6. септембар 21:00 | Извештај | Четвртине: 15:17, 11:20, 10:30, 18:14                                      |         |                                              | Парк арена, Монпеље Гледаоци: 10.212 Судије: Матеј Болтаузер , Апостолос Калпакас , Јургис Лауринавичијус |  |
| 6. септембар 21:00 | Извештај | Поени: Стипановић, Кикановић 10 Скокови: Албијанић 6 Асистенције: Шутало 4 |         | Ловерњ, Де Коло 12 Ловерњ, Де Коло 7 Дијао 6 | Парк арена, Монпеље Гледаоци: 10.212 Судије: Матеј Болтаузер , Апостолос Калпакас , Јургис Лауринавичијус |  |

## 7. септембар

### Финска — Русија
| 7. септембар 15:00 | Извештај | Финска                                                        | 81 : 79 | Русија                                         | Парк арена, Монпеље Судије: Матеј Болтаузер , Игор Драгојевић , Јургис Лауринавичијус |  |
| 7. септембар 15:00 | Извештај | Четвртине: 16:20, 20:18, 27:26, 18:15                         |         |                                                | Парк арена, Монпеље Судије: Матеј Болтаузер , Игор Драгојевић , Јургис Лауринавичијус |  |
| 7. септембар 15:00 | Извештај | Поени: Марфи 19 Скокови: Коти, Марфи 7 Асистенције: Копонен 6 |         | Фридзон 22 Воронцевич 11 Хвостов, Воронцевич 5 | Парк арена, Монпеље Судије: Матеј Болтаузер , Игор Драгојевић , Јургис Лауринавичијус |  |

### Израел — Босна и Херцеговина
| 7. септембар 17:30 | Извештај | Израел                                                | 84 : 86 | Босна и Херцеговина              | Парк арена, Монпеље Гледаоци: 6.288 Судије: Фернандо Роха , Олегс Латисевс , Антони Синтерниклас |  |
| 7. септембар 17:30 | Извештај | Четвртине: 29:16, 16:19, 15:25, 15:15                 |         |                                  | Парк арена, Монпеље Гледаоци: 6.288 Судије: Фернандо Роха , Олегс Латисевс , Антони Синтерниклас |  |
| 7. септембар 17:30 | Извештај | Поени: Каспи 29 Скокови: Фишер 8 Асистенције: Мекел 7 |         | Гордић 22 Стипановић 18 Ренфро 8 | Парк арена, Монпеље Гледаоци: 6.288 Судије: Фернандо Роха , Олегс Латисевс , Антони Синтерниклас |  |

### Француска — Пољска
| 7. септембар 21:00 | Извештај | Француска                                                | 69 : 66 | Пољска                                  | Парк арена, Монпеље Гледаоци: 10.016 Судије: Спиридон Гонтас , Синиша Херцег , Ренауд Гелер |  |
| 7. септембар 21:00 | Извештај | Четвртине: 14:14, 16:12, 22:21, 17:19                    |         |                                         | Парк арена, Монпеље Гледаоци: 10.016 Судије: Спиридон Гонтас , Синиша Херцег , Ренауд Гелер |  |
| 7. септембар 21:00 | Извештај | Поени: Паркер 16 Скокови: Де Коло 8 Асистенције: Дијао 5 |         | Вачињски 18 Гортат 11 Кожарек, Слотер 3 | Парк арена, Монпеље Гледаоци: 10.016 Судије: Спиридон Гонтас , Синиша Херцег , Ренауд Гелер |  |

## 9. септембар

### Босна и Херцеговина — Финска
| 9. септембар 15:00 | Извештај | Босна и Херцеговина                                                        | 59 : 88 | Финска                        | Парк арена, Монпеље Судије: Олегс Латисевс , Синиша Херцег , Антони Синтерниклас |  |
| 9. септембар 15:00 | Извештај | Четвртине: 12:19, 15:22, 15:31, 17:16                                      |         |                               | Парк арена, Монпеље Судије: Олегс Латисевс , Синиша Херцег , Антони Синтерниклас |  |
| 9. септембар 15:00 | Извештај | Поени: Албијанић 14 Скокови: Кикановић, Стипановић 5 Асистенције: Ренфро 6 |         | Вилсон 16 Нутинен 8 Копонен 6 | Парк арена, Монпеље Судије: Олегс Латисевс , Синиша Херцег , Антони Синтерниклас |  |

### Пољска — Израел
| 9. септембар 17:30 | Извештај | Пољска                                                             | 73 : 75 | Израел                            | Парк арена, Монпеље Судије: Матеј Болтаузер , Спиридон Гортас , Игор Драгојевић |  |
| 9. септембар 17:30 | Извештај | Четвртине: 24:22, 8:13, 18:16, 23:24                               |         |                                   | Парк арена, Монпеље Судије: Матеј Болтаузер , Спиридон Гортас , Игор Драгојевић |  |
| 9. септембар 17:30 | Извештај | Поени: Кулиг, Вачински 13 Скокови: Гортат 8 Асистенције: Поњитка 6 |         | Каспи 35 Фишер 8 Лимонад, Мекел 5 | Парк арена, Монпеље Судије: Матеј Болтаузер , Спиридон Гортас , Игор Драгојевић |  |

### Русија — Француска
| 9. септембар 21:00 | Извештај | Русија                                                          | 67 : 74 | Француска                    | Парк арена, Монпеље Гледаоци: 10.564 Судије: Фернандо Роха , Јургис Лауринавичијус , Апостолос Калпакас |  |
| 9. септембар 21:00 | Извештај | Четвртине: 24:16, 12:18, 16:19, 15:21                           |         |                              | Парк арена, Монпеље Гледаоци: 10.564 Судије: Фернандо Роха , Јургис Лауринавичијус , Апостолос Калпакас |  |
| 9. септембар 21:00 | Извештај | Поени: Фридзон 20 Скокови: Воронцевич 9 Асистенције: Хвостов 10 |         | Де Коло 13 Гобер 10 Паркер 4 | Парк арена, Монпеље Гледаоци: 10.564 Судије: Фернандо Роха , Јургис Лауринавичијус , Апостолос Калпакас |  |

## 10. септембар

### Финска — Пољска
| 10. септембар 15:00 | Извештај | Финска                                                  | 65 : 78 | Пољска                         | Парк арена, Монпеље Судије: Фернандо Роха , Јургис Лауринавичијус , Ренауд Гелер |  |
| 10. септембар 15:00 | Извештај | Четвртине: 20:23, 21:19, 11:16, 13:20                   |         |                                | Парк арена, Монпеље Судије: Фернандо Роха , Јургис Лауринавичијус , Ренауд Гелер |  |
| 10. септембар 15:00 | Извештај | Поени: Хаф 17 Скокови: Нутинен 8 Асистенције: Копонен 8 |         | Вачињски 17 Поњитка 6 Слотер 8 | Парк арена, Монпеље Судије: Фернандо Роха , Јургис Лауринавичијус , Ренауд Гелер |  |

### Босна и Херцеговина — Русија
| 10. септембар 17:30 | Извештај | Босна и Херцеговина                                                    | 61 : 81 | Русија                                   | Парк арена, Монпеље Гледаоци: 6.519 Судије: Матеј Болтаузер , Спиридон Гонтас , Апостолос Калпакас |  |
| 10. септембар 17:30 | Извештај | Четвртине: 22:12, 9:19, 19:24, 11:26                                   |         |                                          | Парк арена, Монпеље Гледаоци: 6.519 Судије: Матеј Болтаузер , Спиридон Гонтас , Апостолос Калпакас |  |
| 10. септембар 17:30 | Извештај | Поени: Стипановић 22 Скокови: три играча 6 Асистенције: Буза, Гордић 5 |         | Зубков 17 Воронцевич, Зубков 7 Хвостов 5 | Парк арена, Монпеље Гледаоци: 6.519 Судије: Матеј Болтаузер , Спиридон Гонтас , Апостолос Калпакас |  |

### Израел — Француска
| 10. септембар 21:00 | Извештај | Израел                                                       | 61 : 86 | Француска                           | Парк арена, Монпеље Гледаоци: 9.755 Судије: Олегс Латисевс , Синиша Херцег , Игор Драгојевић |  |
| 10. септембар 21:00 | Извештај | Четвртине: 10:22, 17:16, 21:24, 13:24                        |         |                                     | Парк арена, Монпеље Гледаоци: 9.755 Судије: Олегс Латисевс , Синиша Херцег , Игор Драгојевић |  |
| 10. септембар 21:00 | Извештај | Поени: Лимонад 13 Скокови: Кадир 9 Асистенције: три играча 4 |         | Гобер 15 Гобер 10 Де Коло, Паркер 4 | Парк арена, Монпеље Гледаоци: 9.755 Судије: Олегс Латисевс , Синиша Херцег , Игор Драгојевић |  |